# Thần học

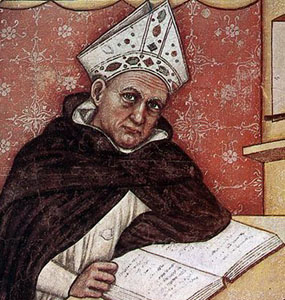
Thánh Alberto Cả

Thần học là ngành nghiên cứu về các thần thánh, hay rộng hơn là về niềm tin tôn giáo, thực hành và trải nghiệm tôn giáo, về linh hồn. Thần học giúp các nhà thần học hiểu rõ hơn về truyền thống tôn giáo của chính mình, về các truyền thống tôn giáo khác, cũng như so sánh giữa các truyền thống tôn giáo khác nhau, … Thần học, nguyên nghĩa trong tiếng La Tinh là Theologia, ghép 2 từ trong tiếng Hy Lạp là Theos (nghĩa là thần linh) và logos (nghĩa là lời); vậy Theologia là môn học nghiên cứu về những lời, lý lẽ phù hợp với Thiên Chúa. Ngày nay, thần học được giảng dạy trong các chủng viện, trường dòng, học viện, đại học của các tôn giáo.

## Định nghĩa
Có nhiều định nghĩa khác nhau về thần học. Thánh Augustine của Công giáo định nghĩa thần học là những tranh luận, lập luận liên quan đến Thiên Chúa. Richchard Hooker thì cho rằng thần học là khoa học về những điều thiêng liêng. Thần học bắt đầu với giả thuyết cho rằng sự thiêng liêng hiện hữu trong một số hình thái như vật lý, siêu nhiên, tâm lý hay các thực thể xã hội; đó là những sự hiển nhiên xảy ra trong cuộc sống khi con người trải nghiệm về tôn giáo, tâm linh hay trong các ghi chép lịch sử về các trải nghiệm như thế trong suốt dòng lịch sử con người. Việc nghiên cứu các giả thuyết này không phải là 1 phần của các chuyên ngành thần học riêng biệt nhưng được tìm thấy trong triết học tôn giáo, tâm lý tôn giáo và thần kinh học. Với tư cách là 1 khoa học, thần học nhắm tới thiết lập và đào sâu những kinh nghiệm và khái niệm, sử dụng những điều đó để đi tìm bằng chứng cho việc các hữu thể tồn tại và phát triển như thế nào, cuối cùng là đi đến việc khám phá những điều huyền bí.
Các thần học gia sử dụng nhiều hình thức phân tích và lý lẽ (kinh nghiệm, triết học, nhân chủng học, lịch sử) để tìm hiểu, giải thích, kiểm tra, phê bình, bảo vệ hay phát triển bất cứ chủ đề thần học nào. Trong triết học đạo đức và luật tố tụng, các tranh luận thường thừa nhận sự tồn tại của những vấn đề đã được giải quyết trước đó, các tranh luận được nâng cao bởi việc tạo ra những so sánh giữa chúng để dẫn đến những suy luận mới trong những hoàn cảnh mới.
Bản chất của thần học là tìm hiểu, suy tư về các vấn đề siêu nhiên và thiêng liêng bằng phương diện đức tin. Bất cứ thắc mắc hay câu hỏi có liên quan đến những điều thiêng liêng như thần linh, ma quỷ, thiên đàng, hỏa ngục,... đều liên quan đến thần học. Việc nghiên cứu thần học giúp các thần học gia hiểu biết sâu sắc về truyền thống tôn giáo của họ, truyền thống các tôn giáo khác, tư tưởng thần học chứa đựng trong thần thoại các tộc người, nó có thể giúp các thần học gia khám phá sự tự nhiên của thần học ngoài các suy luận tới truyền thống riêng biệt. Thần học có thể được sử dụng để lưu truyền, phục dựng, biện minh cho 1 truyền thống tôn giáo hoặc nó có thể được dùng để so sánh, thách thức hay chống lại 1 truyền thống tôn giáo. Thần học cũng có thể giúp các thần học gia chuyển tải những tình huống hiện thời hay điều cần thiết qua 1 truyền thống tôn giáo, hoặc tìm ra những cách thức có thể để lý giải thế giới.
Xét theo tôn giáo thì có thần học Do Thái giáo, thần học Ki-tô giáo, thần học Hồi giáo, thần học Ấn Độ giáo. Trong thần học Ki-tô giáo có thần học Công giáo, thần học Tin Lành, thần học Chính Thống giáo, thần học Anh giáo. Những suy tư về thần linh của các triết gia Hy Lạp cổ đại cũng có thể coi là suy tư thần học.

## Các tôn giáo

### Ấn Độ giáo
Trong triết học Ấn Độ giáo, có 1 truyền thống cổ xưa và vững chắc trong việc suy đoán triết học về tự nhiên của vũ trụ, của Thượng đế (sử dụng các thuật ngữ Brahman, Paramatma hay Bhagavan), của Atman (linh hồn). Ngôn từ Sankrit được sử dụng trong nhiều trường phái triết học Ấn Độ giáo là Darshana, có nghĩa là quan điểm. Thần học Vaishnava có 1 lĩnh vực nghiên cứu cho nhiều tín đồ sùng đạo, các triết gia, các nhà thông thái trong nhiều thế kỷ. Một bộ phận lớn của việc nghiên cứu này nằm trong việc sắp xếp và cấu hình sự biểu lộ của hàng ngàn các vị thần cùng những đặc trưng của họ. Trong những thập kỷ gần đây, lĩnh vực nghiên cứu này được đảm nhận bởi những tổ chức hàn lâm ở châu Âu, ví dụ như Trung tâm nghiên cứu Ấn Độ giáo của đại học Oxford, trường cao đẳng Bhaktivedanta,...

### Do Thái giáo
Trong thần học Do Thái giáo, sự thiếu vắng mang tính lịch sử của quyền lực chính trị làm điều đó có ý nghĩa rằng sự phản chiếu mang tính thần học nhất đã hiện diện trong bối cảnh của cộng đoàn và hội đường Do thái giáo, hơn là trong các tổ chức hàn lâm đặc thù, bao gồm các kk, lldld, md, dlcld luận về giáo lý của các Rabbi (các thầy tư tế và luật sĩ Do Thái giáo) trong luật Do Thái và các lời chú giải Kinh Thánh Do Thái. Về mặt lịch sử, nó rất hiệu quả, có ý nghĩa cao lớn đối với thần học Ki-tô giáo và Hồi giáo và có tính chất tốt đẹp đối với thần học Do Thái giáo. Do Thái giáo mang tính chất mở rộng và phát triển dựa trên tư tưởng của tín đồ nên nó rất phong phú về nhận thức và các vấn đề mang tính triết học.

### Ki-tô giáo
Thần học Ki-tô giáo là việc nghiên cứu niềm tin và thực hành đức tin Ki-tô giáo. Việc nghiên cứu như vậy trước hết tập trung vào các bản văn Cựu Ước và Tân Ước cũng như truyền thống Ki-tô giáo. Các nhà thần học Ki-tô giáo sử dụng các lời giải thích Kinh Thánh, các phân tích và tranh luận hợp lý. Thần học cũng có thể được thực hiện để giúp các nhà thần học hiểu rõ hơn các giáo lý Ki-tô giáo, để tạo nên sự so sánh giữa Ki-tô giáo với các truyền thống khác, để bảo vệ Ki-tô giáo trước những lời phản đối và phê bình, để làm dễ dàng hơn cho các sửa đổi bên trong Ki-tô giáo, để hỗ trợ cho việc rao giảng Ki-tô giáo, để đưa những cách thức của truyền thống Ki-tô giáo nhằm chuyển tải những tình huống hiện thời hay cần thiết, hoặc nhiều lý do khác.
Thần học Ki-tô giáo sở hữu 1 nền tảng vô cùng vững chắc, đó là triết học Hy Lạp. Khi Ki-tô giáo vượt ra ngoài biên giới của đất nước Do Thái để vươn đến những vùng đất mới, Ki-tô giáo đã đối mặt với triết học Hy Lạp. Để rao giảng thành công tín lý Ki-tô giáo cũng như để thuyết phục người ngoại giáo đến với giáo hội, các giáo phụ thời kỳ đầu đã can đảm sử dụng triết học Hy Lạp để giải thích các mầu nhiệm Ki-tô giáo. Triết học Hy Lạp cung cấp các thuật ngữ, triết lý để các nhà tư tưởng Ki-tô giáo trình bày thần học; ví dụ khái niệm Logos của Heraclitus và thuyết ý niệm của Plato đã được sử dụng để giải thích mầu nhiệm nhập thể của Ngôi Lời. Do đó, triết học Hy Lạp đã trở thành nữ tỳ phục vụ nữ hoàng thần học Ki-tô giáo.
Thần học Ki-tô giáo có nhiều chuyên ngành như thần học mạc khải, thần học Thánh Kinh, thần học luân lý, thần học tu đức, thần học hệ thống, thần học Chúa Ba Ngôi, thần học về Đức Ki-tô, thần học về giáo hội,... và có nhiều thần học gia nổi tiếng như thánh Augustine, thánh Albert Cả, thánh Thomas Aquinas. Tuy thần học Ki-tô giáo có nhiều chuyên ngành nhưng để suy tư thần học, bắt buộc phải dựa vào Kinh Thánh cũng như tư tưởng của các giáo phụ.

### Hồi giáo
Sự tranh luận về thần học Hồi giáo song hành với tranh luận thần học Ki-tô giáo được gọi là "Kalam", thuật ngữ này xuất hiện vào thời Trung cổ và "Kalam" được xem là thần học kinh viện của Hồi giáo. Những điểm tương tự về Hồi giáo trong các tranh luận thần học Ki-tô giáo sẽ trở nên những nghiên cứu và chi tiết đặc thù hơn trong bộ luật Sharia hay Fiqh (sự hiểu biết về các hướng dẫn hợp lý trong Hồi giáo). Thần học Hồi giáo đa dạng với nhiều trường phái tư tưởng như Sunni, Shia, Kharijites; những trường phái này ra đời vào những thế kỷ đầu của Hồi giáo, sau này có trường phái Sufi chuyên nghiên cứu về những điều huyền nhiệm, có 1 nhà tư tưởng vô cùng nổi tiếng đi theo trường phái này, đó là Abu Hamid Muhammad al-Ghazali. Tuy có những khác biệt về tư tưởng, các trường phái nói trên đều tập trung vào tín lý Hồi giáo (Aqidah).
Cũng giống như thần học Ki-tô giáo, thần học Hồi giáo đưa ra những suy tư dựa trên Thánh Kinh Quran. Thần học Hồi giáo cũng từng lấy triết học Hy Lạp làm nền tảng, tuy nhiên đã có một số nhà tư tưởng Hồi giáo quá chú trọng đức tin (nguồn tri thức thần học) hơn lý trí (nguồn tri thức triết học) nên tư tưởng Hồi giáo đã đi xa con đường lý trí.